# Rachad Bernoussi
El Club Rachad Bernoussi es un equipo de fútbol de Marruecos que milita en la GNF 3, la tercera liga de fútbol más importante del país.

## Historia
Fue fundado en el año 1961 en la ciudad de Casablanca y nunca ha ganad el título de la GNF 1 ni tampoco ha ganado algún torneo de Copa en Marruecos, aunque fue finalista en la Copa de Marruecos en el año 2007.
A nivel internacional ha participado en 1 torneo continental, en la Copa Confederación de la CAF 2008, donde fue eliminado en la Primera Ronda por el Espérance ST de Túnez.
No participa en la GNF 1 desde la Temporada 1992-93, en la que ocupó la última posición entre 16 equipos.

## Palmarés
- Copa de Marruecos: 0
  - Finalista: 1

2007

## Participación en competiciones de la CAF
| Temporada | Torneo                       | Ronda | Club         | Casa | Visita | Global  |
| --------- | ---------------------------- | ----- | ------------ | ---- | ------ | ------- |
| 2008      | Copa Confederación de la CAF | 1     | Espérance ST | 3-1  | 0-2    | 3-3 (a) |